# مركز الجليل الطبي
مركز الجليل الطبي (بالعبرية: המרכז הרפואי לגליל) تختصر "GMC"، هو مستشفى يقع في مدينة نهاريا الساحلية وثاني أكبر مستشفى في شمال إسرائيل (بعد مستشفى رامبام في حيفا). تأسس عام 1956.
يقع المستشفى على مشارف نهاريا، على بعد ثلاثة كيلومترات من وسط المدينة، ويخدم نصف مليون من سكان الجليل الغربي، من كرميئيل إلى الساحل.

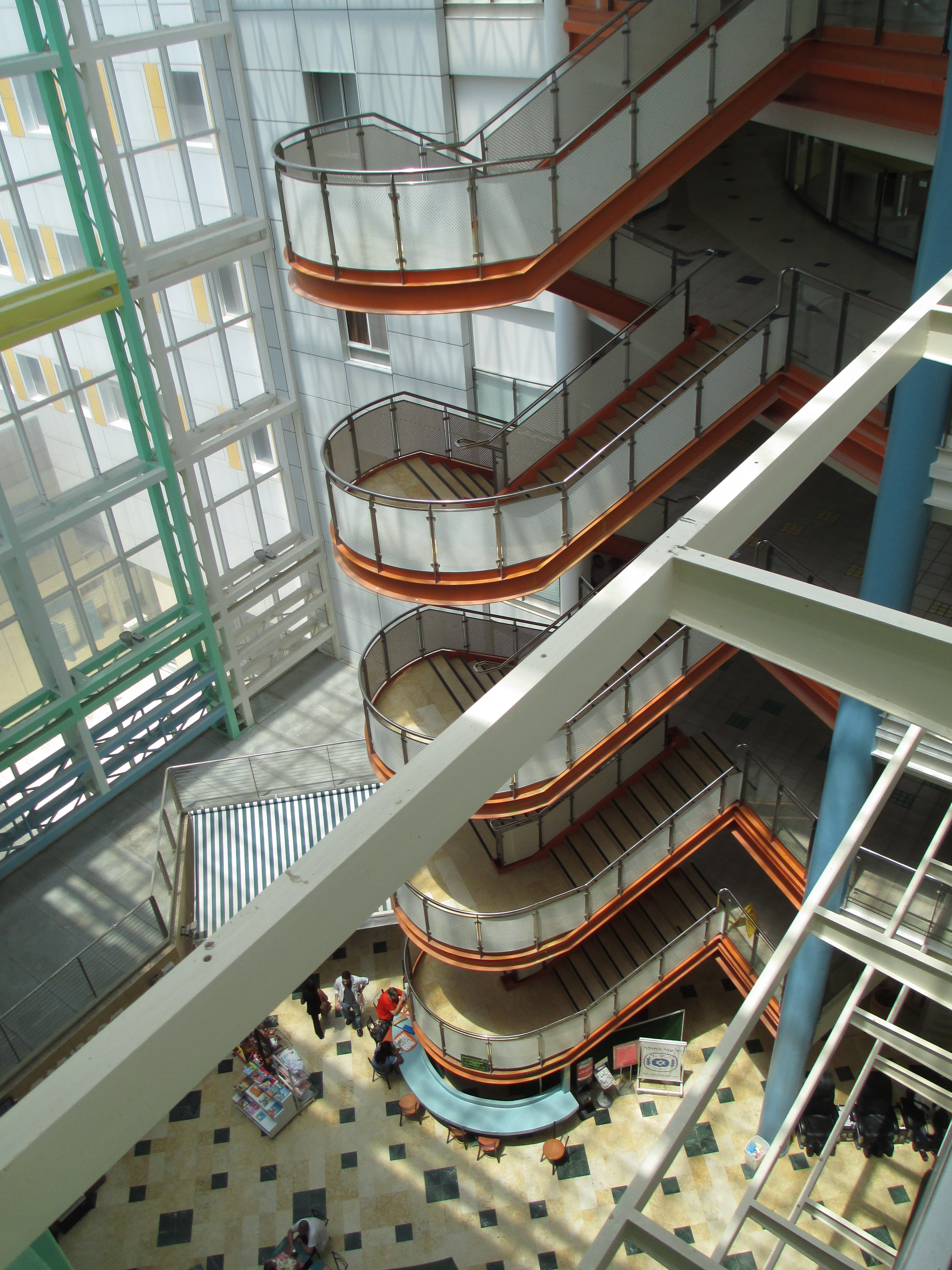
الجناح الجراحي في المركز الطبي

## التاريخ
منذ بدايته المتواضعة كمستشفى صغير للأمومة، نما مركز الجليل الطبي إلى 722 سريرًا. يستقبل قسم الطوارئ حوالي 400 شخص يوميًا ويبلغ عدد ما يستقبله سنويا حوالي 60,000 في السنة. يعمل ما يقرب من 420 طبيبًا في هذا المستشفى الحكومي، في حين يبلغ إجمالي عدد الموظفين حوالي 2200. يمثل موظفي المستشفى انعكاسًا للديمغرافية المتعددة الأعراق في الجليل الغربي، والتي تتكون من اليهود والمسلمين والمسيحيين والدروز وغيرهم. في عام 2007، كان مستشفى الجليل الغربي أول من قام بتعيين عربي إسرائيلي، وهو الدكتور مسعد برهوم، مديراً له. 
يقع المستشفى بالقرب من الحدود الشمالية لإسرائيل مع لبنان، مجال الخبرة الرئيسي في المستشفى هو الصدمة فهو يتعامل مع: جنود الجيش الإسرائيلي والمدنيين الإسرائيليين وموظفي الأمم المتحدة والمدنيين من الدول العربية المجاورة. 
قبل عام 2000، كان ما يقرب من ثلث المرضى في قسم طب العيون من المواطنين اللبنانيين الذين عبروا الحدود عبر السياج الجيد وتلقوا العلاج مجانًا.
في صيف عام 2006، أثناء حرب لبنان 2006 ، عالج المستشفى أكبر عدد من الضحايا في إسرائيل. خلال الحرب المستمرة لشهر، تم علاج حوالي 1800 مدني و 300 من جنود الجيش الإسرائيلي الذين نقلوا جواً هناك.  خلال هذا الوقت، تلقى المستشفى ضربة مباشرة دمرت جدارًا خارجيًا وثماني غرف.  منذ ذلك الحين، قام المستشفى ببناء قسم للطوارئ تحت الأرض، بتمويل جزئي من الجهات المانحة الخارجية.
منذ بداية الحرب السورية في عام 2013، عالج مركز الجليل الطبي أكثر من 1600 ضحية لهذه المذبحة المدنية المستمرة، مما جعله واحدًا من المؤسسات الرائدة في إسرائيل التي أصبح لديها خبرة في علاج إصابات الحرب المعقدة 

## روابط خارجية
- الموقع الرسمي